# Portretul Mariei Davila (pictură de Theodor Aman)
 Acest articol dezvoltă secțiunea Opera a articolului principal Theodor Aman 
Portretul Mariei Davila este o pictură realizată de Theodor Aman în anul 1864 după o fotografie făcută în Franța. Pe verso apare scris cu cerneală „Marie Marcil / Th. Aman" și marca fabricantului pânzei „W. Keller, Silberne Medaille". O dată cu desființarea Azilului Elena Doamna din anul 1951, portretul Mariei Davila a fost transferat la Pinacoteca Municipală din București și mai apoi a fost transferat în colecția Muzeului Theodor Aman.

## Note biografice - Maria Davila

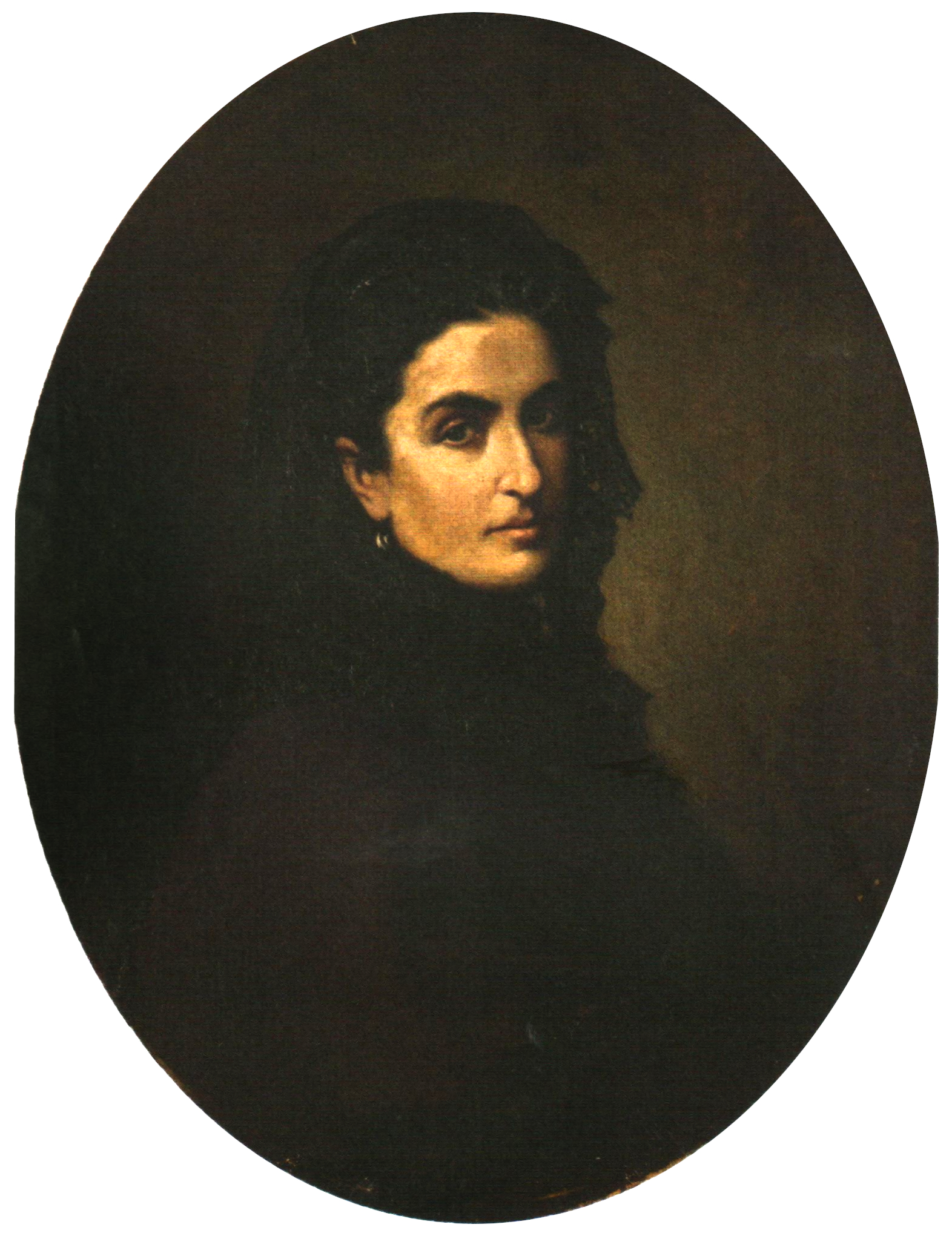
Ana Davila - portret de Theodor Aman